# Ga Đò Lèn
Ga Đò Lèn là một nhà ga xe lửa tại thị trấn Hà Trung, huyện Hà Trung tỉnh Thanh Hóa. Nhà ga là một điểm trên tuyến đường sắt Bắc Nam tiếp nối sau ga Bỉm Sơn và trước ga Nghĩa Trang. Lý trình ga: Km 152 + 300.